# Chambeyronia
Chambeyronia é um género botânico pertencente à família Arecaceae.
Contém as seguintes espécies:
- Chambeyronia lepidota
- Chambeyronia macrocarpa

1. ↑  «Chambeyronia — World Flora Online». www.worldfloraonline.org. Consultado em 19 de agosto de 2020